# Miguel Ángel Castro Muñoz

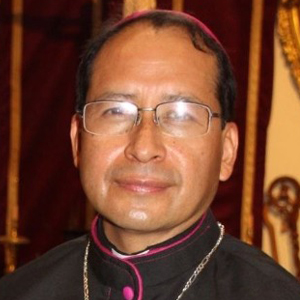
Miguel Ángel Castro Muñoz, 2021

Miguel Ángel Castro Muñoz (* 15. November 1970 in Heroica Puebla de Zaragoza, Mexiko) ist ein mexikanischer Geistlicher und römisch-katholischer Bischof von Huajuapan de León.

## Leben
Miguel Ángel Castro Muñoz studierte Philosophie und Theologie am Priesterseminar Palafoxianum und empfing am 29. Juni 1998 das Sakrament der Priesterweihe für das Erzbistum Puebla de los Ángeles. Nach weiteren Studien an der Päpstlichen Universität Santa Croce in Rom erwarb er einen Abschluss im Fach Kirchengeschichte.
Neben verschiedenen Aufgaben in der Pfarrseelsorge und als Rektor des diözesanen Wallfahrtsortes Unserer Lieben Frau von Guadalupe war er Assessor am Knabenseminar und Professor am Priesterseminar. Außerdem war er geistlicher Begleiter der Gemeinschaft der Caritas-Laienmissionare und leitete den Einführungskurs am Priesterseminar. Ab 2020 war er Pfarrer der Pfarrei Jesús Buen Pastor in Puebla.
Am 27. März 2021 ernannte ihn Papst Franziskus zum Bischof von Huajuapan de León. Der Erzbischof von Puebla de los Ángeles, Victor Sánchez Espinosa, spendete ihm am 17. Juni desselben Jahres die Bischofsweihe. Mitkonsekratoren waren der Apostolische Nuntius in Mexiko, Erzbischof Franco Coppola, und der Erzbischof von Antequera, Pedro Vázquez Villalobos.